# 安东尼奥·塞尼
安东尼奥·塞尼（義大利語：Antonio Segni，義大利語發音：[anˈtɔnjo ˈseɲɲi]，1891年2月2日—1972年12月1日）意大利政治家，意大利总理（1955年—1957年、1959年—1960年），第四任意大利共和国总统（1962年—1964年）。坚持中间派的天主教民主党人，他是第一个成为意大利总理的撒丁岛人。在政治上，塞尼是一个温和的保守派。

## 生平
安东尼奥·塞尼出生在撒丁岛萨萨里一个地主家庭，获得农业和商业法律学位后成为一个律师，并在1919年加入了意大利人民党(意大利语:Partito Popolare Italiano，天主教民主党的前身)。1924年，他是该党全国委员会的一名成员，两年后在1926年贝尼托·墨索里尼解散所有的政治组织，人民党也被取缔。在接下来的17年里，塞尼在帕维亚、佩鲁贾和卡利亚里的大学教授土地法律，同时担任萨萨里大学的校长。
1943年，塞尼在撒丁岛天主教民主党的组织者之一。从1944年开始，他在许多天民党政府担任部长级职位。因为他虚弱的体质，《时代》杂志曾经援引他一位朋友的话:“他就像罗马圆形大剧场,他看起来好像毁坏了，但他会再存在未来很长一段时间。”1946年，他当选制宪会议议员，和1948年的议会议员。
在阿尔契德·加斯贝利政府担任农业部长(1946 - 1951)期间，他支持土地改革的立法，并下令征用自己在撒丁岛的房产，被称为一个“白布尔什维克”。
1955年，塞尼接替马里奥·谢尔巴担任总理，1957年3月25日签署了欧洲经济共同体(EEC)条约。
1959年3月，他再次成为总理兼国防部长。

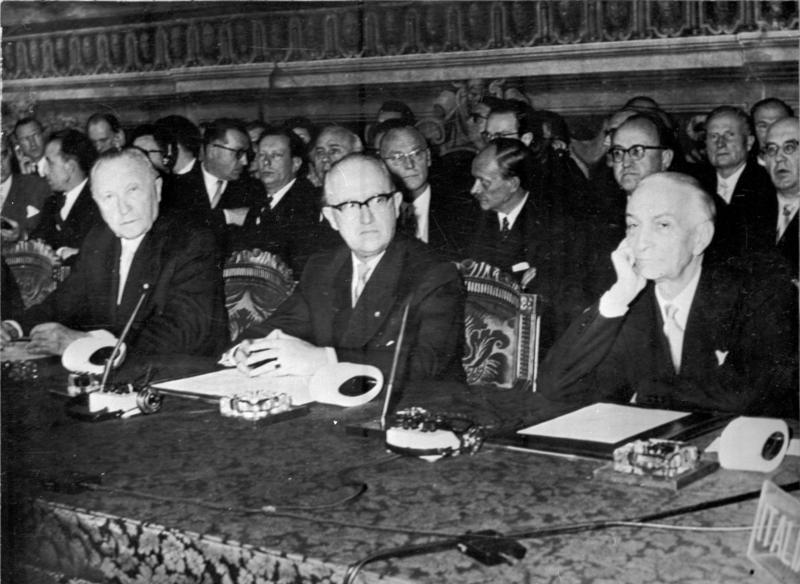
攝於1957年4月1日，時任西德總理 康拉德·阿丹拿、德國學者華特·霍爾斯坦和時任意大利總理 安东尼奥·塞尼，在意大利羅馬簽署歐盟關稅同盟（European Union Customs Union，EUCU）及歐洲原子能共同體（Euratom）相關文件。

1962年5月6日，塞尼当选意大利共和国总统(854对443的选票)。1964年8月7日，在总统府工作时，遭受了一次严重的脑溢血。手术后只是部分恢复，1964年12月6日辞职退休，在此期间，参议院议长塞萨尔·梅尔扎戈拉担任代理总统。1972年12月1日塞尼在罗马去世。
塞尼的儿子马里奥·塞尼(Mariotto Segni)也是一个著名的意大利政治家。